# 水野建雄
水野 建雄（みずの たつお、1940年10月26日 - ）は、日本の哲学・倫理学者。筑波大学名誉教授、八洲学園大学教授。

## 来歴
静岡県生まれ。1964年東京教育大学文学部哲学科倫理学専攻卒、1970年同大学院文学研究科博士課程満期退学、高千穂商科大学（現高千穂大学）倫理学教員、亜細亜大学教養部専任講師、1973年助教授、1980年教授、1981年筑波大学助教授、1998年教授、2004年定年退官、八州学園大学教授。

## 著書
- 『ヘーゲル歴史哲学の研究 歴史的理性の成立と構造』（南窓社） 1977
- 『ディルタイの歴史認識とヘーゲル』（南窓社） 1998
- 『家庭における人間形成 子どもの自立を考える』（勉誠出版） 2010

### 共編著
- 『ヨーロッパ精神史』（飯塚勝久共編著、北樹出版、現代思想選書） 1986

## 翻訳
- 『ヘーゲル初期神学論集 1』（ヘルマン・ノール編、久野昭共訳、以文社） 1973
- 『ヘーゲルの青年時代』（ディルタイ、久野昭共訳、以文社） 1976
- 『近代ドイツ精神史研究』（ディルタイ、久野昭共編集・校閲、法政大学出版局、ディルタイ全集8） 2010

## 参考
- 水野建雄教授 略歴・研究業績 (水野建雄教授 退官記念論集) 倫理学 2004
- 『現代日本人名録』2002年
- 八州学園大学